# Ikuma spiculosa
Ikuma spiculosa là một loài nhện trong họ Palpimanidae. Loài này được phát hiện ở Namibië.